# Василевка (Солонянская поселковая община)
Васи́левка (укр. Василівка) — село,
Василевский сельский совет,
Солонянский район,
Днепропетровская область,
Украина.
Код КОАТУУ — 1225081501. Население по переписи 2001 года составляло 1128 человек .
Является административным центром Василевского сельского совета, в который, кроме того, входят сёла
Антоновка,
Дорогановка,
Каменное,
Новосёловка и
Червонокаменное.

## Географическое положение
Село Василевка находится на берегу реки Сухая Сура,
выше по течению на расстоянии в 0,5 км расположено село Звонецкий Хутор,
ниже по течению примыкает село Антоновка.
Река в этом месте пересыхает, на ней сделано несколько запруд.
Рядом проходит автомобильная дорога Н-08.

## История
- Село Василевка основана во второй половине XIX века.

## Экономика
- ООО «ДАК».
- ООО «Козерог».
- ООО «Капарол»

## Объекты социальной сферы
- Школа-интернат.
- Детский сад.
- Фельдшерско-акушерский пункт.

## Достопримечательности
- Братская могила советских воинов.